# Theater Malpertuis
Theater Malpertuis is een Tielts theatergezelschap.
Theater Malpertuis werd in 1967 opgericht door Herman Verschelden en een aantal van zijn medestudenten van het Koninklijk Conservatorium Gent. In de beginjaren was het gehuisvest in de kelders van het Tieltse Cultuurcentrum Gildhof. Vanaf het seizoen 1976-1977 is het een volledig professioneel gezelschap. Sinds 1997 beschikt het over een eigen theaterzaal in de Stationstraat in Tielt. De leegstaande bioscoopzaal Movy wordt omgebouwd tot een theaterzaal met foyer, kleedkamers, repetitieruimte en kantoorruimtes.
Malpertuis brengt sinds het ontstaan vernieuwend theater, onder meer met als eerste in Vlaanderen werken van Lars Norén. In 1986 debuteert Dirk Tanghe als regisseur met "De getemde feeks" van William Shakespeare. In 1993 neemt hij de leiding van Theater Malpertuis op zich. In 1996 wordt hij opgevolgd door Sam Bogaerts, die een met 'de bloedgroep' een vaste spelerskern uitbouwt. In 2002 wordt Sam Bogaerts vervangen door Bob De Moor. Bob De Moor experimenteerde onder meer met literair verteltheater. Sinds het seizoen 2009-2010 is Piet Arfeuille artistiek leider van theater Malpertuis. Naast geactualiseerde bewerkingen van klassiek repertoire geeft Arfeuille ook plaats aan andere artistieke disciplines (beeldende kunst, dans) en is er ruimte voor talentontwikkeling in de vorm van masterclasses en residenties. 
Tot de spelerkern behoren onder andere Tania Van der Sanden en Mieke De Groote. In 2005 kreeg de theater Malpertuis productie "Gloed" naar de gelijknamige roman van Sándor Márai in een regie van Lucas Vandervost veel pers. In 2007 ging "Mevrouw Appelfeld" in première, in een regie van Bob De Moor met Antje De Boeck en Chris Lomme. Piet Arfeuille kon met 'Ivanov' (2015), 'Gaz, pleidooi van een gedoemde moeder' (2015) en 'Hele dagen in de bomen' (2016) zijn stempel reeds drukken als artistiek leider.  